# Kompromis
Kompromis je způsob rozhodování nebo řešení sporů. Označuje takový výsledek, na který jsou schopny přistoupit všechny zúčastněné strany.
Kompromis ale neznamená optimální způsob řešení sporů, neboť ve skutečnosti znamená ústupek nebo nenaplnění očekávání žádné z vyjednávajících stran. Optimální způsob řešení sporu je dohoda ve smyslu všestranného vítězství, tedy konsenzus.

## Bajka o kompromisu
Starý muž má sedmnáct velbloudů. Když umírá, odkáže je svým třem synům tak, že nejstaršímu dá polovinu, prostřednímu třetinu a nejmladšímu devítinu. Stádo však nejde takto rozdělit. Synové se jdou poradit k vědmě, která jim jednoho velblouda přidá. Nejstarší syn tak dostane devět velbloudů, prostřední šest a nejmladší dva velbloudy. Jeden velbloud však není v rukou nikoho a musí být vrácen.